# قرية التفاحة
تتبع قرية التفاحة منطقة الدريكيش، وتبعد عنها 15 كم شمالاً، وتبعد عن طرطوس 32 كم. وتقع على السفح الجنوبي لجبل الشيخ صالح. لها إطلالة جميلة على الجنوب. ويبلغ عدد سكانها حوالي 1000 نسمة.